# Stednavneudvalget
Stednavneudvalget er et udvalg under Kulturministeriet som fastsætter den officielle retskrivning af danske stednavne. Udvalget har sekretariat på Afdeling for Navneforskning ved Nordisk Forskningsinstitut, Københavns Universitet. Stednavneudvalget er nedsat af Kulturministeriet og i perioden 2012-2015 har udvalget i alt 13 medlemmer, fra henholdsvis Post Danmark, Nordisk Forskningsinstitut, Danmarks Statistik, KL, Kirkeministeriet, Dansk Sprognævn, Statens Arkiver, Vejdirektoratet, Kulturarvsstyrelsen, Naturstyrelsen og Geodatastyrelsen.
Der er omkring 25.000 autoriserede stednavne i Danmark med en officiel stavemåde. De kan findes i Stednavneudvalgets søgbare database, stednavne.info, hvor de også kan ses på kort og luftfoto.

## Historie
Stednavneudvalget er oprettet af Staten i 1910. Formålet var at skabe ordnede forhold inden for retskrivningen af danske stednavne. Dermed kunne postvæsen, toldvæsen, jernbanevæsen, kort, matrikel, osv. i fællesskab blive enige om stednavnenes retskrivning.
Siden 1922 er de danske stednavne blevet udgivet i den videnskabelige serie Danmarks Stednavne. Efter årtusindskiftet er udgivet netpublikationerne Danskernes Navne og Stednavneudvalgets retskrivningsliste. 